# روجر دوغاتي
روجر دوغاتي (بالإنجليزية: Roger Doughty)‏ هو مدرب كرة قدم ولاعب كرة قدم بريطاني (وحمل سابقاً جنسية المملكة المتحدة لبريطانيا العظمى وأيرلندا) في مركز الهجوم، ولد في 1868 في المملكة المتحدة، وتوفي في 19 ديسمبر 1914 في مانشستر في المملكة المتحدة. شارك مع منتخب ويلز لكرة القدم. أما مع النوادي، فقد لعب مع مانشستر يونايتد وFairfield F.C. ‏ وDruids F.C. ‏.

## وصلات خارجية
- روجر دوغاتي على موقع قاعدة بيانات كرة القدم.إي يو (الإنجليزية)